# DN73A
DN73A este un drum național care pornește de la Predeal, ajungând la Șercaia.

## Traseu
Drumul național DN73A pornește de la intrarea în Predeal, venind pe DN1 dinspre București, trece pe la Pârâul Rece, coboară în Țara Bârsei, la Râșnov, unde se intersectează cu DN73. Apoi trece prin cartierul Tohanul Vechi al orașului Zărnești, ajunge în Poiana Mărului, după care, coborând în Depresiunea Făgărașului, se îndreaptă spre Șinca Nouă, trece prin Șinca Veche. Între Șinca Veche și Ohaba, DN73A are traseu comun cu DJ 104. De la Ohaba, trece prin Vad și își încheie traseul la Șercaia, la intersecția cu DN1. 

## Monumente istorice și de arhitectură
- Cetatea Râșnov
- Comuna Șinca
  - Grota (Mănăstirea rupestră) de sub dealul Pleșul, cunoscută și sub denumirea de Templul Ursitelor, de la Șinca Veche
  - Schitul monahal Nașterea Maicii Domnului[2],[3], de la Șinca Veche
  - Peștera Mare de la Merești, din Munții Perșani, descoperită în secolul al XVIII-lea, unde s-au găsit resturi de ceramică aparținând primei Epoci a fierului (Hallstatt).
  - Mănăstirea Bucium, de lângă satul Bucium
- Biserica săsească fortificată[4]din Șercaia, atestată în anul 1429, se află sub patronajul Sf. Caterina / Sf. Ecaterina.
- Biserica evanghelică-luterană fortificată din Hălmeag[5], construită în a doua jumătate a secolului al XI-lea, care ilustrează faza de trecere de la romanic la gotic, sub influență cisterciană.

## Alte zone de interes turistic și monumente ale naturii
- Predeal
  - Domeniu schiabil, cu 5 pârtii de schi, telescaune și teleschiuri
  - Stațiunea climatică Pârâul Rece[6]
- Zărnești
  - Ziua orașului este sărbătorită în fiecare vară, în luna august: „Zilele orașului Zărnești” — „Festivalul Floare de Colț”.
  - Parcul Național Piatra Craiului
- Comuna Șinca
  - Băile Perșani de la Perșani[7], cu izvoare cu ape minerale clorurate, bicarbonatate, sodice, hipotone.
- Vad
  - Plugarul, obicei folcloric ținut a doua zi a Sfintelor Paști (Lunea luminată)
  - Poiana Narciselor de la Vad, rezervație naturală